# Володушка золотистая
Володу́шка золоти́стая (лат. Bupleúrum auréum) — вид многолетних травянистых растений рода Володушка семейства Зонтичные (Apiaceae), лекарственное растение.

## Ботаническое описание
Растения высотой 50—120 см, с ползучими малоразветвлёнными корневищами тёмно-коричневого цвета. Стебли прямые часто одиночные или в числе до трёх, в верхней части бывают малоразветвлённые, имеют фиолетовый оттенок.
Нижние листья продолговатые обратнояйцевидной формы или широкоэллиптические, тупые, к основанию суженные, переходят в узкий и длинный черешок. С черешком длина листьев достигает 20 см, ширина листовой пластинки 3—6 см. Стеблевые листья в средней части — сидячие, немного заострённые, с крупными ушками у основания, длиной 5—15 см, шириной 2—7 см. Верхние стеблевые листья мелкие от широкояйцевидной до почти округлой формы, обычно пронзённые, на самой верхушке бывают желтоватого цвета.
Цветки собраны в немногочисленные зонтики, осевые много крупнее боковых.
Плоды продолговато-эллиптической формы, тёмно-коричневого цвета, 4—6 мм длиной, с четырьмя продольными бороздками и заметно выдающимися рёбрами более светлого оттенка.

## Распространение
Широко распространено по территории России, произрастает в европейской части, в Западной и Восточной Сибири, на Дальнем Востоке. В Средней России изредка встречается в Нижегородской, Тамбовской и Тульской областях и в Чувашии.
Встречается в горах Тянь-Шаня, отмечено на территории Синьцзян-Уйгурского района Китая, в Монголии, Казахстане, Кыргызстане.
Расселяется в открытых светлых лесах, среди кустарников, на полях и на горных склонах (на высотах до 1300—1900 м над уровнем моря), по берегам рек в составе лугового разнотравья.

## Химический состав
Зелёные части растения содержат 264—330 мг% аскорбиновой кислоты.
Активные компоненты растения исследуются с середины XX века. Установлено содержание сапонинов, аскорбиновой кислоты, каротина, дубильных веществ и флавоноидов (рутин, кверцетин, изокверцитрин, изорамнетин, рутинозид).

## Значение и применение
Удовлетворительно поедается алтайским маралом (Cervus elaphus sibiricus).
В лекарственных целях заготавливают надземные части растения, собор проводят во время цветения, используют для приготовления отваров. Настой из травы (листьев, цветков и стеблей) обладает желчегонным действием, применяется при лечении холецистита, холангита и гепатитов.
Растение ограничено культивируется энтузиастами на приусадебных участках.